# 提尔恶作剧

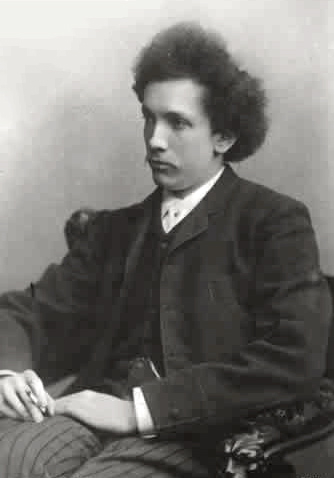
1894年的施特劳斯，30岁

《提尔恶作剧》（德語：Till Eulenspiegels lustige Streiche，發音：[tɪl ˈoʏ̯lənʃpiːɡl̩s ˈlʊstɪɡə ˈʃtraɪçə]），作品28，是理查德·施特劳斯写于1894-95年的一部交响诗。它描述了德国农民民间英雄提尔·奥伊伦施皮格尔的不幸遭遇和恶作剧，他由两个主题代表。第一主题由圆号吹奏，是一段悠扬的旋律，达到高峰，向下跌落，最后以三个长而响亮的音符结束，每个音符逐渐降低。第二主题由D调单簧管演奏，狡猾而磨磨蹭蹭，暗示着一个骗子在做他最擅长的事情。

## 分析

### 配器
这部作品是为大型管弦乐队谱写的：
| 木管乐器 短笛 3 长笛 3 雙簧管 英国管 2 B♭调单簧管 D调单簧管 低音單簧管 3 巴松管 低音巴松管 | 銅管樂器 4 F和E调圆号 4 D调圆号（可选的） 3 F调和C调小號 3 D调小号（可选的） 3 长号 大号 | 打击乐器 定音鼓 大鼓 小鼓 銅鈸 三角铁 大型棘轮 | 弦樂器 第一、二小提琴 中提琴 大提琴 低音提琴 |  |

依照工具書《管弦樂作品手冊》指示，上述之配器可簡記為"*4 *4 =4 *4—4 3 3 1—tmp+2—str"。

### 音樂內容

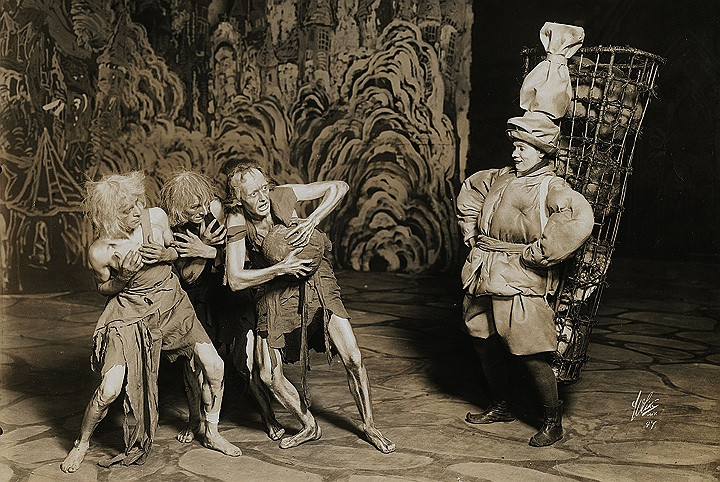
芭蕾舞剧《提尔恶作剧》场景，纽约曼哈顿歌剧院

作品以“很久很久以前”主题开始，

伴随着独奏圆号的响起，提尔第一主题的两次重复随之响起。
乐团的其他成员以回旋曲的形式承接这个主题（施特劳斯以法语拼写为rondeau），这个开头部分以乐团合奏重复两个音符结束。接下来听到单簧管主题，暗示提尔在计谋下一个恶作剧时的笑声。
音乐继续，提尔穿过乡村，他骑着马穿过市场，打乱了货物和器皿，取笑严格的日耳曼教士（以中提琴为代表），调侃和追逐女孩（第一小提琴演奏爱情主题），嘲笑严肃的学者（以低音管为代表）。
音乐暗示骑马再次回归，第一主题在管弦乐队中全部重述。高潮突然切为葬礼进行曲。提尔已被当局抓获，并以亵渎罪被判处死刑。刽子手的葬礼进行曲开始了与绝望的提尔的对话，提尔试图用磨嘴皮子和开玩笑的方式来摆脱困境。不幸的是，这对无情的刽子手没有任何效果，他被吊死了。D调单簧管形象地描绘了提尔被拖上绞刑架的过程，在他到达顶端后，长笛模仿了期待的鼓声。D调单簧管在第一主题的变形中发出哀鸣，表示他在下坠开始时的死亡尖叫，弦乐的拨奏表示当绞索绳达到完全伸展时，他的脖子被折断。沉默片刻后，开头听到的“很久很久以前”主题又回来了，暗示着像提尔这样的人永远不会消灭，作品最后引用了一个音乐笑话结束。

## 改編與衍生作品
- 亦存在钢琴四手联弹版本，有珀西·格兰杰和拉尔夫·利奥波德（英语：Ralph Leopold）的录音。
- 这部作品还曾在1916年以芭蕾舞剧的形式演出，由瓦斯拉夫·尼金斯基编舞。[4]